# 25 & Alive Boneshaker
25 & Alive Boneshaker è un DVD live della band heavy metal britannica Motörhead.

## Il DVD
Il DVD contiene il concerto registrato il 22 ottobre del 2000 alla Brixton Academy di Londra in occasione del venticinquesimo anniversario della band. All'esibizione parteciparono anche molti ospiti della scena musicale rock, come l'ex chitarrista dei Motörhead "Fast" Eddie Clarke, il chitarrista dei Queen Brian May e l'ex chitarrista degli Skunk Anansie Ace. Del concerto è stata realizzata anche una versione CD nel 2003, Live at Brixton Academy.
Nel 2008 in Germania il DVD è diventato disco d'oro con la vendita nel paese di 25 000 copie.

## Tracce
1. We Are Motörhead
2. No Class
3. I'm So Bad (Baby I Don't Care)
4. Over Your Shoulder
5. Civil War
6. Metropolis
7. Overnight Sensation
8. God Save the Queen
9. Born to Raise Hell
10. The Chase Is Better Than the Catch
11. Stay Out of Jail
12. Dead Men Tell No Tales
13. You Better Run
14. Sacrifice
15. Orgasmatron
16. Going to Brazil
17. Broken
18. Damage Case
19. Iron Fist
20. Killed by Death
21. Bomber
22. Ace of Spades
23. Overkill

### Contenuti speciali
- Concerto mixato in audio Dolby Digital 5.1
- Interviste del backstage
- Sei canzoni tratte dal Wacken Festival, Germania, del 2001
- Galleria fotografica di tutti i membri, passati e presenti
- Opzione multi-angolo per la canzone "I'm So Bad (Baby I Don't Care)"
- Videoclip musicali di "Sacrifice" e "God Save The Queen"
- "I Ain't No Nice Guy" versione acustica (con Lemmy e Phil)

## Formazione
- Lemmy Kilmister - basso, voce
- Phil Campbell - chitarra
- Mikkey Dee - batteria

### Ospiti speciali
- "Fast" Eddie Clarke (ex-Motörhead, ex-Fastway) - tracce "The Chase Is Better than the Catch" e "Overkill"
- Todd Campbell (figlio di Phil Campbell, S.K.W.A.D.) - traccia "Killed By Death"
- Paul Inder (figlio di Lemmy) - traccia "Killed By Death"
- Whitfield Crane (ex-Ugly Kid Joe, ex-Medication) -  traccia "Born To Raise Hell"
- Doro Pesch (ex-Warlock) - traccia "Born To Raise Hell"
- Brian May (Queen) - traccia "Overkill"
- Ace (ex-Skunk Anansie) - traccia "Overkill"